# مینا کشورکمال
مینا کشورکمال (۱۳۳۳–۱۳۶۵ خورشیدی) فعال سیاسی، نویسنده، رهبر و بنیان‌گذار اولین تشکل مستقل زنان افغانستان به‌نام جمعیت انقلابی زنان افغانستان (راوا) بود.
او شعر نیز می‌گفت و مقاله می‌نوشت، و در سال ۱۳۶۲ نیز اولین شمارهٔ نشریهٔ پیام زن، ارگانِ «جمعیت انقلابی زنان افغانستان»، را منتشر کرد.
او که همواره تهدید به مرگ می‌شد سرانجام در سال ۱۳۶۵ ترور شد.

## زندگی

مینا در حال مصاحبه با تلویزیون بلژیک در سال ۱۹۸۲

مینا در سال ۱۳۳۳ در کابل زاده شد. در دوران مدرسه‌اش افغانستان درگیر تحولات وسیعی گشته و جامعه‌ای سیاسی بود. مینا نیز در این شرایط رشد کرد و شخصیت سیاسی‌اش با مطالعهٔ عمیق‌تر و درگیری عملی در مبارزات استقلال‌طلبانهٔ کشورش شکل گرفت. او که مبارزهٔ اثربخش و انقلابی زنان را بدون داشتن تشکل مستقل آنان فاقد ارزش می‌دانست در سال ۱۳۵۹ (۱۹۷۷) همراه با زنان هم‌فکرش «جمعیت انقلابی زنان افغانستان (راوا)» را در کابل بنیان نهاد.
مینا هنگام جنگ شوروی در افغانستان دانشجوی فاکولته شرعیات (دانشکدهٔ الهیات) بود. در این زمان او تحصیل را متوقف کرد و به یاری نیروهای نظامی افغان رفت. وی در سازمان‌دهی تظاهرات وسیع دختران مکاتب کابل علیه استعمار نقش داشت و دو تن از یارانش به نام‌های ناهید و وجیهه به‌ضرب گلوله کشته شدند و تعدادی نیز زندانی و شکنجه شدند.
مینا در سال ۱۳۶۲ اولین شمارهٔ نشریهٔ «پیام زن»، ارگان «جمعیت انقلابی زنان افغانستان» را منتشر نمود. وی همچنان شب‌نامه‌هایی را نیز می‌نوشت و پخش می‌کرد.
گفته شده که وی از سوی احزاب بنیادگرا تهدید می‌شده‌است. در ۱۳۶۳ به‌عنوان نمایندهٔ مقاومت افغانستان به دعوت حزب سوسیالیست فرانسه در کنگرهٔ حزب در فرانسه شرکت نموده و بعد به چندین کشور دیگر اروپایی رفت و با رجال و سران احزاب این کشورها دیدارهایی انجام داد.
مینا در برپایی یک بیمارستان، آموزشگاه پرستاری (کورس نرسنگ)، یک کارگاه و دو مدرسه (مکتب) در پاکستان برای مهاجران زن نقش داشت.
مینا شعر نیز می‌سرود و یکی از اشعارش «هرگز بر نمی‌گردم» مشهور است که در آن گفته می‌شود:
| من زنم که دیگر بیدار گشته‌ام |  | من راه خود را یافته‌ام و هرگز بر نمی‌گردم |

مینا با فیض احمد، رهبر سازمان رهایی افغانستان ازدواج کرد. آن برودسکی، نویسنده و پژوهشگر آمریکایی در کتابی که دربارهٔ تاریخچهٔ این جنبش نوشته‌است می‌گوید «هردوی آن‌ها به اهداف مجزای خود بسیار معتقد بودند. تا جایی که وقت کمی با هم صرف می‌کردند و حقیقتاً، نسخه‌های بسیار متفاوتی از آیندهٔ جامعه افغانستان در سر داشتند».

## ترور
در ۱۵ بهمن (دلو) ۱۳۶۵ در شهر کویته پاکستان افراد سازمان خاد (خدمات امنیت دولتی افغانستان) وی را به قتل رساندند. «راوا» دست حزب اسلامی گلبدین حکمتیار را در نیز در قتل مینا دخیل می‌داند. دو تن از متهمان اصلی قتل مینا کشورکمال، احمدسلطان و محمدهمایون خادی روز ۷ مه ۲۰۰۲ به حکم محکمهٔ عالی پاکستان به دار آویخته شدند.

مجلهٔ تایم در شمارهٔ فوق‌العادهٔ ۱۳ نوامبر ۲۰۰۶ در میان «۶۰ قهرمان آسیایی» یکی نیز به معرفی مینا پرداخته می‌نویسد: 
«مینا هرچند فقط ۳۰ سال داشت که کشته شد، اما او قبلاً بذر جنبش آزادی‌خواهانهٔ زنان افغان را کاشته بود که بنیادش را نیروی دانش تشکیل می‌داد.»